# GTP 100
Der GTP 100 war ein Geräteträger, welcher in den 1980er Jahren von der Zucht- und Versuchsfeldmechanisierung Nordhausen in ca. 80 Exemplaren gebaut wurde. Der Traktor wurde für Applikation, Aussaat, Pflege und leichte Transportarbeiten für Saatzucht- und Feldversuchsbetriebe konzipiert. Dazu waren verschiedene Anbaugeräte und eine hydraulische Ladepritsche für 850 Kilogramm vorhanden. Der GTP 100 konnte auch als Portalgeräteträger genutzt werden. Das rot lackierte Fahrzeug wurde mit Kabine geliefert.
Am Heck stand für Anbaugeräte eine Dreipunkthydraulik zur Verfügung. Angetrieben wurde der Traktor durch einen Zweizylinder-Viertaktdieselmotor aus dem Motorenwerk Cunewalde, welcher 15 PS leistete. Die Motorleistung wurde bei dem hinterradangetriebenen Fahrzeug über ein reversierbares Vierganggetriebe mit zwei Gruppen übertragen.

## Technische Daten
- Länge: 3160 mm
- Breite: 1730 mm (bei Normalspur)
- Höhe: 2310 mm
- Radstand: 2150 mm
- Spur: 1500 mm (verstellbar auf 1800 mm)
- Gewicht: 1200 kg